# Das Eskimobaby
Das Eskimobaby ist ein deutscher Stummfilm in vier Akten von Heinz Schall (oder Walter Schmidthässler) aus dem Jahr 1916, der seine Premiere aufgrund des Ersten Weltkriegs erst 1918 erlebte.

## Handlung
Anna von Thorn sucht die Eltern ihres Verlobten Knud Praetorius auf. Knud weilt zurzeit auf Grönland, teilt den Eltern jedoch brieflich mit, dass er in Kürze nach Hause zurückkehren werde. Aus Grönland bringe er eine Überraschung mit. Die Überraschung heißt Ivigtut Sigurdsen und ist ein „Eskimoweibchen“. Gänzlich unzivilisiert tritt Ivigtut in der Hosentracht ihres Volkes in Erscheinung und zieht unbedacht im Zug die Notbremse, weil sie sich der Folgen nicht bewusst ist. Beim Empfang am Bahnsteig zeigt Knud Ivigtut stolz den wartenden Professoren und seinen Eltern und erklärt, dass Ivigtut zur Begrüßung keine Hände schüttle, sondern lächle. Nase-an-Nase-reiben sei zudem ein Zeichen von Zuneigung. Ivigtut wird in das Haus der Familie gebracht, auch wenn Anna von Thorn wenig begeistert über die Anwesenheit der Eskimofrau ist.
Im Haus bestaunt Ivigtut einen Spiegel, der ihr fremd ist, ist vom elektrischen Licht der Lampe begeistert und betätigt erfreut den Klingelknopf, der das Hausmädchen herbeiruft. Das anschließende Essen verläuft chaotisch, nutzt Ivigtut doch kein Besteck und zeigt auch sonst keinerlei Tischmanieren. Auch nachts hält Ivigtut die Hausbewohner auf Trab. Weil sie sich in ihrem Zimmer langweilt, betätigt sie den Klingelknopf, bis sämtliche Hausbewohner in ihrem Zimmer erscheinen. Nachdem Knud ihr gut zugeredet hat, sucht sich Ivigtut einen Schlafplatz: Sie legt sich auf den Eisbärenfell-Vorleger des Bettes.
Bei Knuds Vortrag über seine Grönlandreise, den er vor der Gesellschaft für Erdkunde hält, steht Ivigtut im Mittelpunkt des Interesses. Sie wiederum ist von einem älteren Mann mit Bart und Koteletten begeistert, der nicht nur nach Eisbär riecht, sondern mit dessen Gesichtsbehaarung sie begeistert spielt. Am nächsten Tag muss Anna von Knuds Mutter beruhigt werden, glaubt sie doch, dass Knud sich in Ivigtut verliebt habe. Die Mutter deutet an, dass sich spätestens bei der Gesellschaft am Abend alles zum Guten wenden wird. Ivigtut wird an der Veranstaltung im Hause der Familie Praetorius nicht teilnehmen, ist sie doch aufgrund ihrer Hosen nicht gesellschaftsfähig. Der Meinung ist auch Knud, der Ivigtut vorsichtig darauf vorbereitet, dass sie am Abend nicht mit dem Rest feiern darf. Ivigtut schmollt, weint und entschließt sich kurzerhand, zurück nach Grönland zu reisen. Sie rudert ein wenig auf einem Boot fort und landet in der Stadt. Im Kaufhaus Jordan „erjagt“ sie einige Kleidungsstücke und ist glücklich, nicht mit leeren Händen nach Hause zu kommen. Es ist ihr unverständlich, warum sie von einem Kaufhausdetektiv gestellt und zum Direktor des Kaufhauses gebracht wird. Der Direktor ruft Knud an und der bittet darum, mit Ivigtut sprechen zu dürfen. Sie jedoch ruft beim Klang der Stimme durchs Telefon nur aus „Der große Geist!“ und ist nicht mehr zu bändigen. Knud holt sie ab, bezahlt die Sachen, die sie nicht mehr hergeben will, und bringt die junge Frau nach Hause. Auf der Feier erwartet Anne, dass Knud ihr nach drei Jahren endlich einen Heiratsantrag macht, doch nichts dergleichen passiert. Ivigtut hat die gestohlenen Sachen, darunter einen Strumpf, ein Korsett und ein Oberhemd, phantasievoll mit ihrer Eskimotracht kombiniert und erscheint so auf der Feier. Knud bringt sie zurück auf ihr Zimmer.
Einige Zeit später muss Knud für einige Tage verreisen. Er nimmt Ivigtut nicht mit, weil sie sich seit einiger Zeit schlecht fühlt. Die Zeit seiner Abwesenheit will Anna nutzen, um Ivigtut loszuwerden. Sie hat erfahren, dass in Kürze die Nautilus nach Grönland fahren wird. Sie macht Ivigtut klar, dass Knud nicht zurückkommen wird. Ivigtut erleidet einen Anfall und bricht kurz darauf zusammen. Der herbeigerufene Arzt erkennt die Gründe für ihr Verhalten: Kurze Zeit später hat Ivigtut einen gesunden Jungen zur Welt gebracht. Knud wird telegrafisch zurück nach Hause beordert und zeigt sich im Gegensatz zum Rest der Familie von der Nachricht begeistert. Es stellt sich heraus, dass Knud und Ivigtut im August 1917 auf Kap York, Grönland, geheiratet haben. Anna bricht die Verbindung zur Familie Praetorius ab. Knud und Ivigtut wiederum reisen wenig später mit ihrem Kind zurück nach Grönland, wobei Knuds Eltern sich inzwischen mit den Gedanken an eine Eskimo-Schwiegertochter angefreundet haben.

## Produktion
Das Eskimobaby war neben Im Lebenswirbel, Dora Brandes, Die Rose der Wildnis, Die Börsenkönigin, Der erste Patient, Das Waisenhauskind und Das Liebes-ABC einer von acht Filmen, die Asta Nielsen im Sommer 1916 für den Verleih Neutral-Film unter einfachsten Bedingungen drehte. Nielsen finanzierte Das Eskimobaby sowie die weiteren Filme selbst, die Dreharbeiten fanden im von ihr angemieteten Union-Atelier in Tempelhof statt. Nach Fertigstellung von Dora Brandes und Das Liebes-ABC kam es zu Zahlungsdifferenzen, sodass Nielsen nach eigener Aussage die Zusammenarbeit mit der Filmgesellschaft gerichtlich löste und die gedrehten, aber noch nicht fertiggestellten Negative an eine andere Filmgesellschaft verkaufte. Diese war dabei laut Vertrag zur Versicherung der Negative verpflichtet, wobei die Versicherungskosten bei eventuellem Schaden an Nielsen ausgezahlt werden sollten. Tatsächlich wurden sämtliche sechs Originalnegative der Filme einige Monate nach Drehende beim Brand einer Kopieranstalt vernichtet. Die Verleihfirma beanspruchte das Geld der Versicherung jedoch für sich. Der sich anschließende Gerichtsprozess zwischen der Firma und Asta Nielsen wurde erst 1922 zu Nielsens Gunsten entschieden, als die Versicherungssumme durch die Inflation bereits wertlos geworden war.
Nielsen schrieb 1928, dass sie „nicht mehr in die Lage [kam], die sechs Filme [darunter Das Eskimobaby] fertigzustellen“, da ihre Tochter Jesta erkrankt war und sie daher 1916 von Berlin nach Kopenhagen reisen musste. Dennoch wurde der Film am 4. April 1918 im Berliner Marmorhaus uraufgeführt. Die Berliner Zensur belegte den Film nachträglich im Dezember 1918 mit einem Verbot für Kinder.
Vom ursprünglich 1489 Meter langen Film hat sich eine 1125 Meter lange Nitrokopie mit dänischen Zwischentiteln in Det Danske Filminstitut erhalten. Der Film wurde bis 2000 restauriert, wobei von der dänischen Kopie in Kooperation mit der Deutschen Kinemathek ein Dupnegativ mit deutschen Zwischentiteln angefertigt wurde. Die deutsche Fassung bildete schließlich das Ausgangsmaterial für die Veröffentlichung: Der Film erschien mit neuer Musik von Maud Nelissen im Jahr 2012 mit drei weiteren Asta-Nielsen-Filmen im Rahmen der Reihe Edition Filmmuseum des Filmmuseums München auf DVD.

## Kritik
Die zeitgenössische Kritik lobte Das Eskimobaby und Nielsens Darbietung: Sie offenbare im Film „ihre ganze feine Gestaltungskunst und erstaunliche Schönheit“ und gebe „eine Fülle geradezu überwältigender Momente, so daß man nur sagen kann: diesen Film sollte sich jeder ansehen!“ Andere Kritiker befanden, dass der Film „zwar keinen sehr ergiebigen Inhalt [hat, …] aber durch das Spiel Asta Nielsens eine Besonderheit für sich dar[stellt]“. Nur Nielsen habe wagen können, die Rolle der Ivigtut zu spielen, die in Bezug auf das Äußere der Figur „eine Entsagung [ist]. Das Spiel der Nielsen ist überwältigend komisch, zeigt in jeder Szene tiefes Durchdenken, die Ausnutzung jeglicher Situation ist das beste Beispiel für die Beherrschung aller filmdarstellerischen Möglichkeiten. Auch da, wo der Humor groteske Formen annimmt“, so Der Kinematograph 1918.